# Adem Koçak
Adem Koçak (* 1. September 1983 in Yerköy, Yozgat) ist ein türkischer Fußballspieler, der aktuell bei Bandırmaspor unter Vertrag steht. Seine Position ist im Mittelfeld, die zentrale Position liegt ihm am meisten.

## Karriere

### Vereine
Adem Koçak begann seine Karriere in der Saison 2000/01 bei MKE Ankaragücü. Dort spielte er vier Jahre und wechselte daraufhin zu Trabzonspor. In Trabzon kam Adem auf insgesamt 56 Einsätze, in denen er drei Tore erzielte. Nach der Saison 2005/06 wechselte er diesmal in die türkische Hauptstadt zu BB Ankaraspor. Bei den Blau-Weißen gehörte zu den Stammspielern.
2011 wechselte er von MKE Ankaragücü nach Bursaspor. Am Ende der Sommertransferperiode 2012 wechselte er innerhalb der Liga zu Sivasspor. Mit diesem Verein stieg er im Sommer 2016 in die TFF 1. Lig ab und erreichte durch die errungene Zweitligameisterschaft den direkten Wiederaufstieg in die Süper Lig.
Nach dem Erstligaaufstieg mit Sivasspor, verließ er diesen Klub und heuerte stattdessen beim Drittligisten Bandırmaspor an.

### Nationalmannschaft
Koçak begann seine Nationalmannschaftskarriere mit einem Einsatz für die türkischen U-17-Nationalmannschaft und durchlief anschließend die meisten Altersstufen der türkischen Nationalmannschaften.
Zudem spielte er 2006 für die zweite Auswahl der türkischen Nationalmannschaft.

## Erfolge
MKE Ankaragücü
- Tabellenvierter der Süper Lig: 2001/02

Trabzonspor
- Türkischer Vizemeister: 2004/05
- Uhrencup-Sieger: 2005

Bursaspor
- Türkischer Pokalfinalist: 2011/12

Sivasspor
- Meister der TFF 1. Lig und Aufstieg in die Süper Lig: 2016/17
- Türkischer Pokalhalbfinalist: 2012/13, 2014/15